# Oleg Bassilaixvili
Oleg Valeriànovitx Bassilaixvili (en rus: Оле́г Валериа́нович Басилашви́ли; 26 de setembre de 1934, Moscou) és un actor i activista cívic soviètic i rus. Artista del Poble de l'URSS (1984). Guanyador del Premi Estatal de la RSFSR Els germans Vassíliev (1979). Entre els anys 1990 i 1993, va ser diputat de Rússia.

## Biografia
Va néixer a la família de Valerian Noixrevànovitx Bassilaixvili (c. 1900 – 1975) i Irina Serguéievna Ilínskaia (1908–1980), coneguda filòloga soviètica. Té arrels russes, poloneses i georgianes. El cognom georgià Bassilaixvili era només del seu pare; tots els seus avantpassats tenien el cognom rus Bassílov.
El 1956, es va graduar a l'Escola del Teatre d'Art de Moscou (curs de Pàvel Massalski) i va ser assignat al Teatre Regional de Stalingrad, però el va abandonar abans que comencés les activitats teatrals. Es va traslladar a Leningrad, amb la seva primera dona Tatiana Dorónina, on va ser convidat al Teatre del Komsomol Leninista de Leningrad. El 1959, juntament amb Tatiana, va ser convidat al Gran Teatre de Drama Gorki de Leningrad. Des de la segona meitat de la dècada de 1960, es va convertir en un dels principals actors d'aquest teatre.
Va esdevenir famós pels seus papers a les pel·lícules Slujebni roman, O bédnom gussare zamólvite slovo i Estació per a dos d'Eldar Riazànov i Marató de tardor de Gueorgui Danélia.
A finals dels anys 1980, va ser diputat del Soviet Suprem de l'URSS. Entre els anys 1990 i 1993, va ser diputat del poble de l'RSFSR i la Federació Russa.
Membre honorari de l'Acadèmia russa de les arts. Acadèmic de l'Acadèmia russa de les arts cinematogràfiques "Nika".

## Filmografia selecta
| Any       | Títol en català (traducció literal)                    | Títol original                        | Paper                                 |
| 1940      | L'expòsit                                              | Подкидыш                              | noi amb bicicleta                     |
| 1967      | El setè company                                        | Седьмой спутник                       | oficial arrestat                      |
| 1973–1983 | La crida eterna                                        | Вечный зов                            | Arnold Lakhnovski                     |
| 1974      | La selecció de l'objectiu                              | Выбор цели                            | Boris Pash                            |
| 1976      | L'esclava d'amor                                       | Раба любви                            | Savva Iujakov                         |
| 1976      | Els dies dels Turbín                                   | Дни Турбиных                          | Vladímir Tàlberg                      |
| 1977      | Idil·li d'oficina                                      | Служебный роман                       | Iuri Samokhvàlov                      |
| 1979      | Marató de tardor                                       | Осенний марафон                       | Andrei Buzikin                        |
| 1981      | Digueu una paraula pel pobre hússar                    | О бедном гусаре замолвите слово       | comte Merzliàiev                      |
| 1982      | Estació per a dos                                      | Вокзал для двоих                      | Platon Riabinin                       |
| 1985      | La confrontació                                        | Противостояние                        | coronel de policia Vladislav Kostenko |
| 1986      | El correu                                              | Курьер                                | escriptor Semion Kuznetsov            |
| 1988      | El poble Zeró                                          | Город Зеро                            | escriptor Vassili Txugunov            |
| 1991      | El cel promès                                          | Небеса обетованные                    | Fiódor Ielistràtov                    |
| 1993      | La predicció                                           | Предсказание                          | escriptor Oleg Goriunov               |
| 1993      | Els somnis                                             | Сны                                   | comte Dmitri Prizórov                 |
| 1995      | Cara i creu                                            | Орёл и решка                          | professor Savitski                    |
| 2000      | Els Romànov: Una família portadora de la corona        | Романовы. Венценосная семья           | professor Serguei Fiódorov            |
| 2001      | Els verins, o La història universal dels enverinaments | Яды, или Всемирная история отравлений | Prókhorov / papa Alexandre VI         |
| 2003      | Azazel                                                 | Азазель                               | general Lavrenti Mizínov              |
| 2003      | L'idiota                                               | Идиот                                 | general Ivan Iepantxin                |
| 2005      | El mestre i Margarida                                  | Мастер и Маргарита                    | Voland                                |
| 2007      | La liquidació                                          | Ликвидация                            | esotèric Ígor Semiónovitx             |